# Vasil' Kiryenka
Vasil' Vasilevič Kiryenka (in bielorusso Васіль Васілевіч Кірыенка?; traslitterazione anglosassone: Vasil Vasilyevich Kiryienka; Rėčica, 28 giugno 1981) è un ex ciclista su strada e pistard bielorusso.
Professionista dal 2006 al 2020, su strada ha vinto tre tappe al Giro d'Italia e una alla Vuelta a España, il titolo mondiale 2015 a cronometro, due medaglie d'oro ai Giochi europei, sempre a cronometro, e cinque titoli nazionali di specialità; su pista è stato invece campione del mondo della corsa a punti nel 2008.

## Carriera
Corridore completo, ma particolarmente dotato nelle prove a inseguimento su pista e a cronometro su strada, già tra gli Juniores è convocato per la prova di categoria ai Mondiali 1998 a Valkenburg. Negli anni seguenti è attivo nella categoria Dilettanti, prima da Under-23 e poi da Elite, mettendosi in evidenza soprattutto nella stagione 2005 con otto vittorie da Elite con la maglia della formazione pratese Grassi-Marco Pantani. Passato professionista a inizio 2006 con la formazione Continental italiana OTC Doors-Lauretana, a metà stagione passa a vestire la divisa della lettone Rietumu Bank Riga, vincendo tre gare e piazzandosi sesto nella cronometro dei Mondiali di Salisburgo.
Nel 2007 si trasferisce tra le file del team italo-russo Tinkoff Credit Systems; l'anno dopo vince la diciannovesima tappa del Giro d'Italia, da Legnano a Presolana-Monte Pora, staccando i compagni di fuga. Nel 2009 passa al team spagnolo Caisse d'Epargne (poi Movistar) e nel 2011 vince la ventesima frazione del Giro d'Italia, da Verbania al Sestriere, dopo una fuga di 215 km dei quali in solitaria gli ultimi 40 km scalando da solo il Colle delle Finestre e il Sestriere. Nello stesso anno vince la seconda tappa del Giro dei Paesi Baschi e, pur senza successi parziali, la classifica finale della Route du Sud.
Nell'agosto del 2012 firma un contratto triennale con il Team Sky valido a partire dal 2013; nelle successive stagioni con la formazione britannica vince la tappa con arrivo in salita a Peña Cabarga alla Vuelta a España 2013 e la cronometro di Valdobbiadene al Giro d'Italia 2015. Sempre nel 2015 si aggiudica la prova a cronometro della prima edizione dei Giochi europei a Baku e soprattutto la prova a cronometro Elite ai campionati del mondo di Richmond, battendo Adriano Malori e Jérôme Coppel. Nel biennio 2015-2016 vince per due volte la Crono delle Nazioni, mentre nel 2019 si conferma nella seconda edizione dei Giochi europei, a Minsk, vincendo la medaglia d'oro a cronometro.
Attivo, nella prima parte di carriera, anche su pista, ottiene la vittoria della corsa a punti ai campionati del mondo 2008 a Manchester, oltre a tre successi in Coppa del mondo tra il 2003 e il 2006. In carriera ha partecipato anche a quattro edizioni dei Giochi olimpici, da Atene 2004 a Rio de Janeiro 2016, gareggiando sia su pista (nelle prime due edizioni) che su strada.
Si ritira dall'attività nel gennaio 2020, quasi trentanovenne, per "ricorrenti problemi cardiaci".

## Palmarès

### Strada
- 2002 (Elite 2, una vittoria)

Campionati bielorussi, Prova a cronometro
- 2005 (Grassi-Marco Pantani, otto vittorie)

Trofeo Edil C
Coppa della Pace
Coppa Sportivi Malvesi
Campionati bielorussi, Prova a cronometro
Giro del Casentino
Coppa Comune di Castelfranco di Sopra
3ª tappa Giro della Toscana Under-23
Coppa Mobilio Ponsacco (cronometro)
- 2006 (Rietumu Bank Riga, tre vittorie)

Campionati bielorussi, Prova a cronometro
6ª tappa Wyścig Solidarności i Olimpijczyków (Rybnik > Bielsko-Biała)
3ª tappa Scandinavian Week
- 2007 (Tinkoff Credit Systems, due vittorie)

3ª tappa Ster Elektrotoer (Verviers > Jalhay)
5ª tappa Vuelta a Burgos (Oña > Burgos)
- 2008 (Tinkoff Credit Systems, una vittoria)

19ª tappa Giro d'Italia (Legnano > Monte Pora)
- 2011 (Movistar Team, tre vittorie)

2ª tappa Giro dei Paesi Baschi (Zumarraga > Lekunberri)
20ª tappa Giro d'Italia (Verbania > Sestriere)
Classifica generale Route du Sud
- 2013 (Team Sky, una vittoria)

18ª tappa Vuelta a España (Burgos > Peña Cabarga)
- 2015 (Team Sky, cinque vittorie)

14ª tappa Giro d'Italia (Treviso > Valdobbiadene, cronometro)
Giochi europei, Prova a cronometro (con la Nazionale bielorussa)
Campionati bielorussi, Prova a cronometro
Campionati del mondo, Prova a cronometro (con la Nazionale bielorussa)
Crono delle Nazioni
- 2016 (Team Sky, una vittoria)

Crono delle Nazioni
- 2018 (Team Sky, una vittoria)

Campionati bielorussi, Prova a cronometro
- 2019 (Team Sky/Ineos, una vittoria)

Giochi europei, Prova a cronometro (con la Nazionale bielorussa)

#### Altri successi
- 2008 (Tinkoff Credit Systems)

1ª tappa Settimana Ciclistica Lombarda (Brignano Gera d'Adda, cronosquadre)
- 2011 (Movistar Team)

Classifica a punti Critérium International
- 2014 (Team Sky)

1ª tappa, 2ª semitappa Settimana Internazionale di Coppi e Bartali (Gatteo a Mare > Gatteo a Mare, cronosquadre)

### Pista
- 2003

2ª tappa Coppa del mondo, Inseguimento individuale (Aguascalientes)
- 2005

3ª tappa Coppa del mondo 2004-2005, Corsa a punti (Manchester)
- 2006

3ª tappa Coppa del mondo 2006-2007, Scratch (Sydney)
- 2008

Campionati del mondo, Corsa a punti (Manchester)

## Piazzamenti

### Grandi Giri
- Giro d'Italia

2008: 35º
2009: 73º
2010: 37º
2011: 25º
2015: 84º
2017: 102º
2018: ritirato (19ª tappa)
- Tour de France

2010: 60º
2011: fuori tempo (6ª tappa)
2012: 77º
2013: fuori tempo (9ª tappa)
2014: 86º
2016: 103º
2017: 112º
- Vuelta a España

2008: 34º
2009: 16º
2013: 73º
2014: 110º
2015: 83º
2019: ritirato (18ª tappa)

### Classiche monumento
- Milano-Sanremo

2007: 75º
2009: 57º
2010: 87º
2011: ritirato
2013: ritirato
- Liegi-Bastogne-Liegi

2007: 110º
2008: ritirato
2009: 114º
2010: 110º
2011: 28º
2012: 40º
2013: ritirato
2015: 19º
2018: 123º
- Giro di Lombardia

2009: 38º
2014: 47º
2015: ritirato
2016: ritirato

### Competizioni mondiali
- Campionati del mondo su strada

Valkenburg 1998 - In linea Juniores: 71º
Plouay 2000 - Cronometro Under-23: 21º
Plouay 2000 - In linea Under-23: ritirato
Madrid 2005 - Cronometro Elite: 18º
Salisburgo 2006 - Cronometro Elite: 6º
Stoccarda 2007 - Cronometro Elite: 9º
Varese 2008 - Cronometro Elite: 18º
Mendrisio 2009 - Cronometro Elite: 49º
Mendrisio 2009 - In linea Elite: 27º
Copenaghen 2011 - Cronometro Elite: 23º
Limburgo 2012 - Cronosquadre: 6º
Limburgo 2012 - Cronometro Elite: 3º
Limburgo 2012 - In linea Elite: ritirato
Toscana 2013 - Cronosquadre: 3º
Toscana 2013 - Cronometro Elite: 4º
Ponferrada 2014 - Cronosquadre: 4º
Ponferrada 2014 - Cronometro Elite: 4º
Ponferrada 2014 - In linea Elite: 59º
Richmond 2015 - Cronosquadre: 9º
Richmond 2015 - Cronometro Elite: vincitore
Richmond 2015 - In linea Elite: ritirato
Doha 2016 - Cronosquadre: 4º
Doha 2016 - Cronometro Elite: 2º
Bergen 2017 - Cronosquadre: 3º
Bergen 2017 - Cronometro Elite: 5º
Bergen 2017 - In linea Elite: 15º
Innsbruck 2018 - Cronosquadre: 4º
Innsbruck 2018 - Cronometro Elite: 9º
Innsbruck 2018 - In linea Elite: ritirato
Yorkshire 2019 - Cronometro Elite: 31º
Yorkshire 2019 - In linea Elite: ritirato
- Campionati del mondo su pista

Stoccarda 2003 - Inseguimento individuale: 9º
Bordeaux 2006 - Corsa a punti: 3º
Bordeaux 2006 - Scratch: 7º
Palma di Maiorca 2007 - Corsa a punti: 7º
Palma di Maiorca 2007 - Scratch: 9º
Manchester 2008 - Corsa a punti: vincitore
Pruszków 2009 - Corsa a punti: 5º
- Giochi olimpici

Atene 2004 - Inseguimento individuale: 13º
Pechino 2008 - Corsa a punti: 5º
Pechino 2008 - Cronometro: 21º
Londra 2012 - In linea: ritirato
Londra 2012 - Cronometro: 12º
Rio de Janeiro 2016 - In linea: ritirato
Rio de Janeiro 2016 - Cronometro: 17º

### Competizioni continentali
- Giochi europei

Baku 2015 - Cronometro: vincitore
Baku 2015 - In linea: ritirato
Minsk 2019 - In linea: 15º
Minsk 2019 - Cronometro: vincitore